# Monte Rosa
Monte Rosa (ali sopomenka kot pleonazem: masiv Monte Rosa (italijansko Massiccio del Monte Rosa, nemško Monte Rosa-Massiv; francosko massif du Mont Rose) je gorski masiv, ki se nahaja v vzhodnem delu Peninskih Alp med Švico (Valais) in Italijo (Piemont in Dolina Aoste). Monte Rosa je drugi najvišji vrh v Alpah in zahodni Evropi. 
Monte Rosa je z veliko ledu prekrita gora v Alpah, ki se nahaja na razvodju med severno in južno Evropo. Njen glavni vrh, imenovan Dufourspitze v čast generala in kartografa Guillaume-Henri Dufourja, je visok 4634 m, sledi še pet skoraj enako visokih hčerinskih vrhov Dunantspitze, Grenzgipfel, Nordend, Zumsteinspitze in Signalkuppe. Monte Rosa je tudi druga najvišja gora v Alpah in Evropi zunaj Kavkaza.  Monte Rosa se razteza na obeh straneh meje med Švico in Italijo, čeprav njena dva glavna vrhova, za razliko od štirih nižjih, ležita na švicarski strani, v kantonu Valais.
Na severozahodni strani osrednjega masiva Monte Rosa, z ogromnimi ledenimi pobočji in seraki, tvori mejo in zgornji bazen velikega ledenika Görner, ki se spušča proti Zermattu in tvori sotočje dandanes precej večjega pritoka ledenika Grenz, tik pod planinsko kočo Monte Rosa na spodnjem delu vidnega zahodnega krila. Grenz tvori impresiven ledenik med zahodnim krilom in Liskammom, greben na jugozahodni strani švicarsko-italijanske meje. Na vzhodni strani, v Italiji, gora tvori skoraj navpično 2.400 m visoko steno iz granita in ledu in je najvišja v Evropi, s pogledom na vas Macugnaga in več manjših ledenikov.
Monte Roso so raziskovali pionirski geologi in raziskovalci, vključno Leonardo da Vinci v poznem petnajstem stoletju in Horace-Bénédict de Saussure v poznem osemnajstem stoletju. Po dolgi vrsti poskusov, ki so se začeli v začetku devetnajstega stoletja, ko se Monte Rosin vrh še vedno imenuje Höchste Spitze, je bil prvič dosežen leta 1855 iz Zermatta, osvojilo ga je osem plezalcev s tremi vodniki. Velika vzhodna stena je bila prvič preplezana leta 1872 iz Macugnaga.

## Etimologija
Čeprav Rosa kot tudi Rose pomeni "roza" v italijanščini in francoščini oziroma, ime je napačno sorodni izhaja iz narečju besedo francosko-provansalski Valdôtain rouése pomeni "ledenik". Na starih zemljevidih šele leta 1740, je bila gora z imenom Monte Bosa in celo Monte Biosa, ki so jih prebivalci Val Sesia. Ime po Boso, ki se pojavi v zvezke Leonardo da Vinci je zelo verjetno imenovala isto goro. Iz Zermatta je gora prej znana pod imenom Gornerhorn (v Walliser nemščini, sveti Large / strong rog). Ime Görner se še vedno uporablja za zahodni greben, ki se oddvoji iz glavne mase (Gornergrat) in ledenik, ki leži ob vznožju (Gornergletscher), vendar se ne uporablja več za goro samo.

## Geografija
Monte Rosa pokriva področja na obeh straneh meje med švicarskim kantonom Valais in italijanskima deželama Piemont in Dolina Aoste. Glavni vrh Monte Rosa, Dufourspitze, pa je v celoti Švici in leži na ozemlju občine Zermatt, približno 13 km jugovzhodno od centra mesta in 3.000 m nad njim. Najbližje naselja se nahaja na italijanski strani masiva: vas Macugnaga v Valle Anzasca se nahaja 9 km severovzhodno od vrha, medtem ko se vasi Alagna Valsesia v Valsesia in Gressoney-La-Trinité v Val de Gressoney nahajata 11 km jugovzhodo in 13 km jugozahodno od vrha. Različne strani gore se zelo razlikujejo med seboj. Švicarska zahodna stran je skoraj v celoti pokrita z velikimi ledeniki, pritoki 57 km2 velikega ledenika Görner, ki se spuščajo postopno v nežnih pobočjih in tvorijo veliko nenaseljeno ledeniško dolino. Italijanska vzhodna stran je sestavljena iz 2.400 m visoke stene s pogledom na vas Macugnaga, kjer se konča snežna krma ledenika Belvedere. Jugovzhodni obraz, ki se zaključi na Signalkuppe, gleda na piemontsko Valsesio (italijansko: Valle della Sesia) in Val de Gressoney v avtonomni pokrajini Dolina Aoste.
Gora je večinoma pokrita z večnim snegom in ledom, razen njenega vrha, ki je kamnit greben usmerjen zahod-vzhod, v bližini in pravokotno na glavno razvodje med Švico (porečje Rone) in Italijo (porečje Pada). Stična točka med njimi je Grenzgipfel tik ob meji in s tem tudi najvišji vrh na italijanski strani. Tako je Monte Rosa najvišja gora v Alpah, katere vrh ni na glavnem alpskem razvodju, od njega je oddaljena le 150 metrov. Sedli Silbersattel in Grenzsattel sta prevala, ki se nahajata severno in južno do vrha. Trije glavni sekundarni vrhovi Monte Rosa so (od severa proti jugu): Nordend (4609 m, severno od Dufourspitze),  Zumsteinspitze (4563 m, južno od Dufourspitze) in Signalkuppe (4554 m, italijansko Punta Gnifetti), vsi se nahajajo prav na švicarsko-italijanski meji. Drugi sekundarni vrhovi so še Parrotspitze (4432 m), Ludwigshöhe (4341 m) in Vincentpiramid (4215 m). Vsi izmed njih so prvotno imeli nemška imena, saj so tudi italijanske doline bile včasih z nemškimi Walserji naseljene doline.
Več pravokotnih sekundarnih grebenov je povezanih z osrednjim masivom, ki jih ločujejo ledeniki, ki se spuščajo proti dolini. Greben imenovan Weissgrat povezuje Nordend z Schwarzberghorn (italijansko Corno Nero) in predstavlja stena s fenomenalnimi prepadi proti vzhodu, na zahod pa s položnejšimi vzpetinami. Nekaj kilometrov široka zgornja snežna polja  Weissgrata ležijo skoraj nepoškodovana na tem pobočju, vendar, ko se začnejo spuščati proti dolini Matter se razdelijo v dva ledena tokova (zgornji ledenik Görner in ledenik Findel) z grebenom, ki se začne postopoma in konča s precej drzno steno do ledenikov na obeh straneh. Najvišja točka tega grebena, ki se pojavlja kot nepomemben glede na velikane okoli, je Stockhorn (3532 m) in spodnjo Gornergrat na 3.090 m. Na njihovi južni strani je spodnji ledenik Gorner, nastal ob sotočju dveh večjih in manjših pritokov, ki se spuščajo s severa, zahoda in juga osrednjega masiva Monte Rosa, medtem ko se na severni strani ledenik Findel spušča v bližino zaselka Findeln.
Monte Rosa je ena od visokih gora okoli 40 km dolge doline Mattertal južno od Staldena. Od jugozahoda do zahodu so Liskamm, dvojčka Castor in Pollux, Breithorn in Matterhorn; na severu sta Weisshorn in Dom. Vrh Gornergrat, ki leži 8 km severozahodno na višini 3.100 metrov, je priljubljena razgledna točka na masiv, saj je dostopen z vlakom iz Zermatta, z najvišjo železniško progo na odprtem v Evropa.
- Vzhodni in severni del s  600 m visoko severno steno iz Nordenda (kot je vidna iz Strahlhorna)
- Monte Rosina 2400 m visok vzhodni obraz, kot je viden iz zgornjega konca Valle Anzasca (Piemont)
- Zahodna stran iz 15 km oddaljene Hörnlihütte ob vznožju Matterhorna (3260 m) (zadaj iz leve proti desni): Rimpfischhorn, Strahlhorn, Findelgletscher, Stockhorn (in Gornergrat pod njim), zgoraj (na severni strani) in nižje (na zahodni strani) Gornergletscher – osrednji masiv Monte Rosa - Grenzgletscher, Liskamm in več Breithornovih vrhov na južni strani

### Opis območja
Iz velikega masiva Monte Rosa, za katerega se zdi da izvira v križišču dveh osi na veliki nadmorski višini, štrli več grebenov, ki segajo daleč in postopoma izginejo v ravnini severne Italije, in zajemajo precej veliko območje. Ne obstaja primeren način členitve območja, vendar je naravne meje okrožja mogoče opredeliti na severni strani z obema vejama hudournika Visp. Sledeč zahodni veji skozi Mattertal, prečka prelaz Theodul, pada v Valtournanche da Châtillon in Ivreo in poteka okrog vznožja gora pri Aroni, ob jezeru Maggiore in gor do doline Toce, do Vogogna, potem se dviga skozi Val Anzasca na prelaz Monte Moro, kjer se spusti skozi Saastal v Stalden. V tej smeri, ki presega 450 km v dolžino, spadajo grebeni v to skupino.
Smer grebenov in depresij ponuja izrazito nasprotje, od vseh sosednjih regij v Alpah. Razen v majhnem delu italijanskih dolin, je smer tukaj bodisi vzporedna ali pravokotna na poldnevnik. Monte Rosa sama leži ob stičišču velikega severnega in južnega grebena, ki se razteza od Balfrina skozi Mischabelhörner in najvišjih vrhov gore same, do Vincent Pyramide in od tam po območju, ki meji na Valle di Gressoney, skoraj da Ivrea, s prečnim območjem, ki leži med Dent d'Hérens in Pizzo Bianco v bližini Macugnaga. Manjši grebeni na severni strani meje so vzporedni slednjemu območju, skupaj z njihovimi dolinami z ledenikoma Görner in Findelen.
Ob jasnem vremenu gorski masiv Monte Rosa ponuja osupljiv pogled iz Padske nižine, zlasti v zgornjem toku v zahodni Lombardiji in vzhodnem Piemontu. Dominira nad obzorjem, visoko nad drugimi manjšimi alpskimi vrhovi kot pomembna, multi-koničasta, ostra izboklina, s stalnimi ledeniki sije pod soncem.
Masiv je meja med Švico in Italijo, čeprav topljenje ledenikov povzroča nekaj sprememb le-te. Te spremembe sta ratificirali obe državi v letu 2009 in bodo še naprej predmet sprememb kot se bo taljenje nadaljevalo.

### Geologija
Celoten masiv je sestavljen predvsem iz granita in gnajsa (metamorfnih kamnin s foliacijo (foliacija – plastnata tekstura metamorfnih kamnin, ki vsebujejo listaste silikate)). Monte Rosa pokrov leži pod cono Zermatt-Saas in je del Peninskega pokrovova v območju Briançonnais mikrokontinenta, čeprav je njegov paleografski izvor sporen in je včasih dodeljen Sub-Peninskemu pokrovovu. Kamnine v paragnajskem Monte Rosa pokrovu vsebujejo eklogit.  Deformacija granitov na Monte Rosi kaže na globino subdukcije približno 60 km. To ga je prineslo na površje s tektonskim dvigom, ki se nadaljuje še danes.
Vrh je oster, nazobčan rob iz sljudastega skrilavca povezan z robom z Nordendom, ampak odrezan od Zumsteinspitze na jug s skoraj navpičnimi stenami visokimi približno 120 m.

### Podnebje
Najvišja točka Švice je tudi med najbolj ekstremnimi kraji. Povprečni zračni tlak je približno polovico tistega na morski gladini (56%), temperatura lahko doseže do -40 ° C.  Zaradi pogostega močnega vetra z vzhoda ali severovzhoda in počasne hoje proti vrhu, je potrebna zaščita proti mrazu, še posebej pri plezanju.  Sneg se nahaja na približno 3000 m.

## Turizem
Masiv Monte Rosa je priljubljen za planinarjenje, pohodništvo, smučanje in deskanje na snegu. Tu je več smučišč z dolgimi progami. Plateau Rosa na okoli 3.500 m je znano poletno smučišče, s stalnim snegom vse leto. Plateau Rosa je povezan z gondolsko žičnico s Cervinio in Zermattom preko Malega Matterhorna. Zahodni obrobni deli masiva so smučarski raj Zermatta. Gressoney, Champoluc, Alagna Valsesia in Macugnaga so glavna gorska in smučarska središča, ki obkrožajo Monte Rosa vzdolž južne strani. Na Monte Roso se tehnično ni težko povzpeti, kljub nekaterim precej impresivnim grebenom, lahko pa je precej nevarno zaradi velikih višin in nenadnih vremenskih sprememb, kot tudi razpok v obsežnih ledenikih.

### Treking
Tour Monte Rosa lahko pohodniki opravijo v približno 10 dneh. Pot sledi številnim starodavnim potem, ki so povezovale švicarske in italijanske doline stoletja. Pot poteka skozi macesnove gozdove, alpske travnike, razgledne poti in preko ledenikov. Povezuje sedem dolin različnih kultur: nemško govorečih prebivalcev visokega Valaisa, Arpitancev z govorico Doline Aoste in dolin Lombardije in Piemonta. Dobra kondicija je potrebna za obhod masiva. Potem ko se doseže Saint-Jacques preko prelazov Theodul in Col des Cimes Blanches, pohodnik, pred prihodom v Gressoney-La-Trinité, prečka prelaz Bettaforca. Potem prečka še dva prelaza na poti do Macugnaga, Col d'Olen in Colle del Turlo. Od Macugnaga pohodnik doseže dolino Saastal preko prelaza Monte Moro in gre okoli Mischabelhörner preden konča svojo pot v Zermattu. Vseh šest prelazov je visokih med 2700 in 3300 m na relativno zahtevnem terenu.

## Masiv Monte Rosa

### Vrhovi
Običajno so naslednji vrhovi del masiva Monte Rosa:
| Vrh                              | Višina (m) | Višina (m) |
| -------------------------------- | ---------- | ---------- |
| Dufourspitze                     | 4634 m     |            |
| Dunantspitze                     | 4632 m     |            |
| Grenzgipfel                      | 4618 m     |            |
| Nordend                          | 4609 m     |            |
| Zumsteinspitze                   | 4563 m     |            |
| Signalkuppe                      | 4554 m     |            |
| Parrotspitze                     | 4432 m     |            |
| Ludwigshöhe (Monte Rosa)         | 4341 m     |            |
| Schwarzhorn (Corno Nero)         | 4322 m     |            |
| Vincentpyramid                   | 4215 m     |            |
| Balmenhorn                       | 4167 m     |            |
| Giordanispétz                    | 4046 m     |            |
| Roccia Sesia                     | 3570 m     |            |
| Punta delle Locie (Punta Grober) | 3497 m     |            |
| Punta Vittoria                   | 3435 m     |            |
| Punta Tre Amici]                 | 3426 m     |            |
| Stolemberg                       | 3202 m     |            |

### Ledeniki
Običajno so del masiva Monte Rosa naslednji ledeniki:
Gorner, Monte Rosal, Grenz, Findel, Lys, Endre, Bors, Piode, Sesia, Vigne, južni Loccie, severni Loccie, Signal, M. Rosa, Nordend, Belvedere.